# الداحنة (الرضمة)

تعديل مصدري - تعديل

الداحنة محلة تابعة لقرية كوله باحاج، التابعة لعزلة حارث الحيدرى بمديرية الرضمة إحدى مديريات محافظة إب في الجمهورية اليمنية.، بلغ تعداد سكانها 67 حسب تعداد اليمن لعام 2004.